# ناحية الوفاء
ناحية الوفاء قرب من مدينة جبهة تبعد عن مدينة مركز قضاء الرمادي في محافظة الأنبار في العراق بمسافة 35 كم.
تطل على خط السريع الدولي بتقاطع الكيلو 35 المؤدي إلى مدن منها حديثة وعنة والقائم وفي الوقت الحديث حددت محافظة الانبار مطارا في هذه الناحية، ويمر من جانبها سكك القطار.